# Dylan Bikey
Dylan N’Guene Bikey (* 18. Februar 1995) ist ein französischer Fußballspieler.

## Karriere
Dylan Bikey begann seine Karriere in der französischen Stadt Nantes. Für die U-19-Mannschaft des FC Nantes spielte er von 2013 bis 2014. Ab dem Jahr 2014 spielte er siebenmal für die Zweite Mannschaft des Vereins. Nachdem der auslaufende Vertrag nicht verlängert worden war, wechselte der junge Stürmer zum FC Dieppe in die 4. Liga. Für den Verein spielte er viermal und erzielte zwei Tore. Im November 2016 wechselte Bikey zum schottischen Viertligisten Stirling Albion. Bei seinem Debüt am 6. Dezember 2016 gegen die Berwick Rangers erzielte er zwei Tore. Bis zum Januar 2017 hatte er in sieben Spielen sechs Treffer erzielt, bevor sein Amateurvertrag auslief. Der 21-Jährige befand sich danach im Probetraining bei Hibernian Edinburgh. Er unterschrieb jedoch einen Vertrag beim Erzrivalen der Hibs Heart of Midlothian.